# Ladislav Hunjadi
Ladislav Hunjadi (mađ. Hunyadi László) (1431. – Budim, 16. ožujka 1457.), ugarski velikaš i državnik rumunjskog podrijetla.
Bio je stariji sin erdeljskog vojvode Janka Hunjadija i Elizabete Szilágyi i brat Matije Korvina, kasnijeg hrvatsko-ugarskog kralja. Godine 1453. imenovan je hrvatsko-dalmatinskim banom, ali nikada nije preuzeo upravu nad Hrvatskom. Nakon pada Carigrada pod tursku vlast 1453. godine, gubernator Ugarske Janko Hunjadi poveo je veliku vojsku na Beograd. S njim je išao i njegov sin Ladislav. Za vrijeme rata s Osmanlijama, nastala je svađa između Janka Hunjadija i kneza Ulrika II. Celjskog, koji je želio nasilno steći i hrvatsko-dalmatinsku banovinu. Zbog toga je, nakon očeve smrti, Ladislav došao u teški sukob s celjskim knezom. Nakon velike pobjede protiv turske vojske, u Beograd su stigli kralj Ladislav V. (1445. – 1457.) i njegov privrženik Ulrik II. Celjski. Dana 9. studenoga 1456. godine Ladislav je dao pogubiti Ulrika, čime je izumro čitav rod knezova Celjskih. Iako je kralj obećao kako se neće osvećivati Ladislavu zbog Ulrikova ubojstva, po njegovu dolasku u Budim dao ga je pogubiti, a mlađeg brata Matiju uzeo je za taoca i odveo ga u Prag.